# حلاحل (بني العوام)

تعديل مصدري - تعديل

حلاحل هي إحدى قرى عزلة قطعة الصرابي بمديرية بني العوام التابعة لمحافظة حجة، بلغ تعداد سكانها 249 نسمة حسب تعداد اليمن لعام 2004.